# Valle d’Aosta
Valle d’Aosta Olaszország egyik régiója. (neve magyarul Aosta-völgy, franciául Vallée d'Aoste, Valle d’Aosta-i patois dialektusban Vâl d’Aoûta, walser dialektusban Ougschtaland). A régió székhelye Aosta. A régió különleges statútummal rendelkezik, és az Alpi-Mediterraneo Eurorégió tagja. Északon Svájccal, nyugaton Franciaországgal, délen és keleten Piemonttal határos. Olaszország legkisebb és legkevesebb lakosú régiója. Területe 3263 km², lakosainak száma 127 836 fő.

## Fekvése

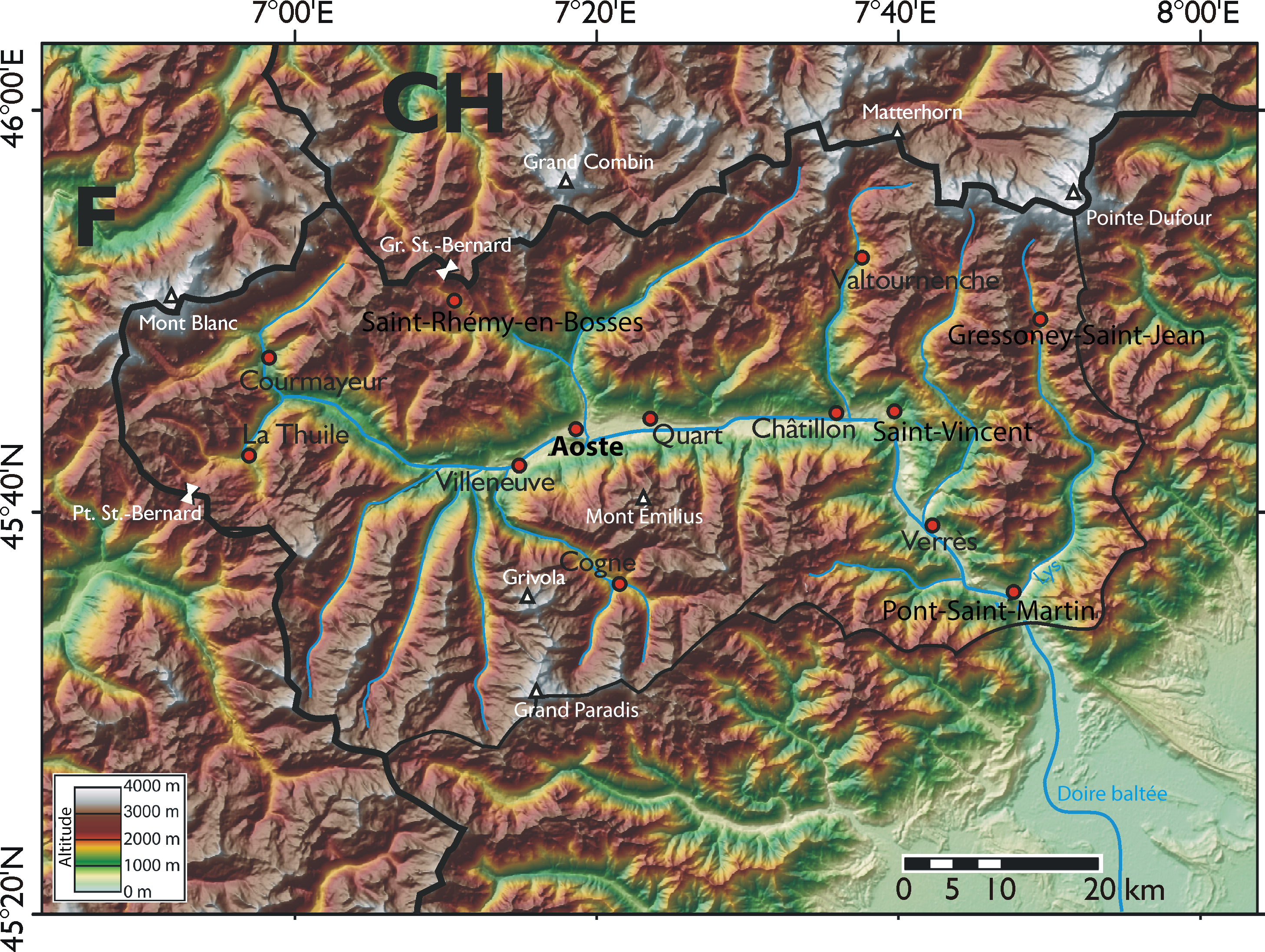
Valle d’Aosta domborzati képe

A régió csaknem teljes egészében hegyvidék, és területe tulajdonképpen egybeesik a Dora Baltea folyó völgyével, és annak Pó-síksággal való egyesüléséig tart. Itt találkozik egymással a Nyugati-és a Közép-Alpok. Legfontosabb hegycsúcsai a Gran Paradiso (4061 m, Piemonttal és Franciaországgal közös), a Monte Bianco (Mont Blanc, 4810 m, Franciaországgal osztozik rajta), a Monte Cervino (4478 m, Svájccal közös), és a Monte Rosa (4633 m, Svájccal közös). Területének déli részét a Gran Paradiso Nemzeti Park foglalja el, amely olyan kihalással veszélyeztetett fajoknak ad otthont, mint a mormota, a hermelin és a kőszáli kecske.
Ez Olaszország egyetlen régiója, amely nincs megyékre osztva.

## Története
Az őskori ember első nyomai Valle d’Aosta területén a neolitikumra vezethetők vissza, amikor a gleccserek olvadása révén már lehetséges volt az emberi közösségek megtelepedése. A legkorábbi leleteket Saint-Pierre környékén találták a régészek, egy falu nyomait, Aosta környékén pedig totemoszlopokat. Az első lakosokhoz, a preindoeurópai ligurokhoz később kelták is csatlakoztak, a két népcsoport keveredéséből született a salassi néptörzs, akik a második évezredtől mezőgazdasággal és az ásványkincsek kitermelésével foglalkoztak. (Aranyat Bard és Verres, ezüstöt pedig Courmayeur környékén bányásztak).
I.e. 25-ben a területet elfoglalták a rómaiak, és megalapították Augusta Prætoria Salassorumot, a mai Aosta várost.
A középkorban több nép is meghódította, többek között a burgundok az 5. században, az osztrogótok, a bizánciak, és a longobárdok. 575-ben a frankok szerezték meg a longobárdoktól, 904-ben pedig a Burgundiai Királysághoz csatolták.
1032-től a völgy a Savoyai-ház kezébe került, akik folyamatosan birtokolták, kivéve 1800 és 1814 között, amikor „Arrondissement d’Aoste” néven a Francia Köztársasághoz, majd a napóleoni Császársághoz került.
1630-ban súlyos pestisjárvány söpört végig a területen, a lakosság kétharmadát elpusztítva.
A fasizmus alatt erőteljes olaszosítás zajlott, egyebek mellett a helyi iskolák, az ún. „écoles de hameau” intézmények megszüntetésével, és az olasz nyelv kizárólagos használatának bevezetésével a hivatalokban, a francia nyelv oktatásának megszüntetésével, valamint a településnevek olaszosításával. Valle d’Aostát ekkor Provincia di Aosta néven megyévé alakították, és területébe olvasztották az italofón Canavese területet, az egykori Ivrea járást.
A régióban Ligue valdôtaine néven titkos ellenállási mozgalom szerveződött, amelyet Anselme Réan alapított. Célja a francia nyelv és a Valle d’Aosta-i identitás védelme volt. Tevékenységükkel párhuzamosan partizánmozgalom is indult a völgyekben.
1948-ban autonóm régió státuszt kapott.
Gazdaságát évszázadokig a mezőgazdaság, elsősorban a pásztorkodás jellemezte, amely nem biztosított megfelelő megélhetést a lakosságnak, ezért sokan a szomszédos svájci és francia városokba vándoroltak. A tendencia azonban a második világháború után a turizmus és az ipar fellendülésével megváltozott. Jelenleg az egyik leggazdagabb olasz régió az egy főre eső jövedelem alapján.

## Állat- és növényvilág

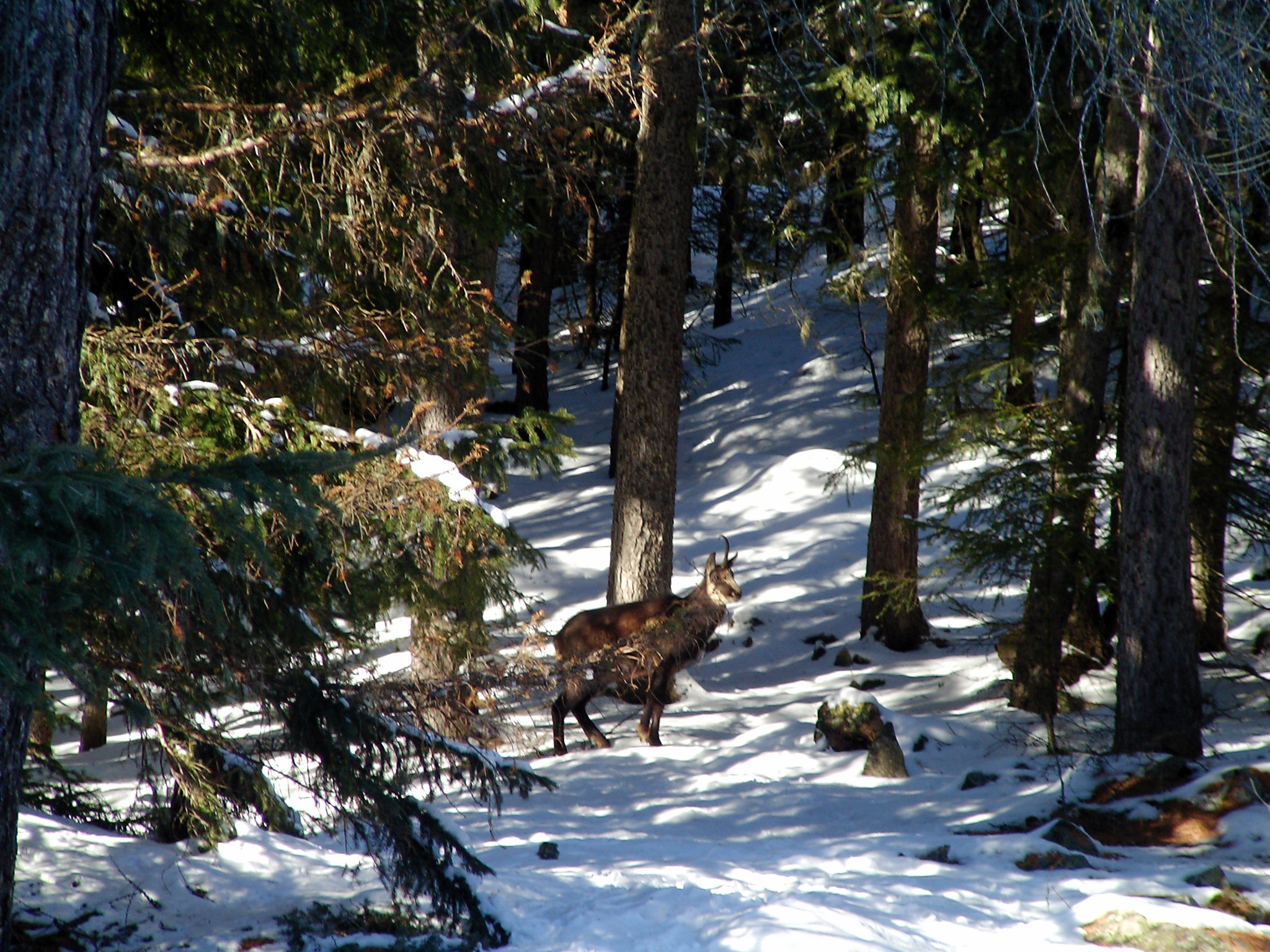
Zerge Cogne közelében

Az Aosta-völgyi növényvilág kb. 2000 különböző fajt számlál (Olaszországban összesen 5600 honos). 800 méter tengerszint feletti magasságig gyümölcsfákon és szőlőkön kívül tölgy- és gesztenyefaerdőket találunk.
A Dora Baltea folyó mentén a nyár, a fűz és az éger honos.
Az itt honos állatok közül különösen jelentős a nagy tengerszint feletti magasságon élő kőszáli kecske és a zerge. Az utóbbi évtizedekben a szarvasok száma folyamatos növekedést mutat. Nemrégiben a hiúz létezésére utaló nyomokat is találtak. Jellegzetes állatok továbbá a mormota, a hermelin, a nyest és a borz.

## Nyelv

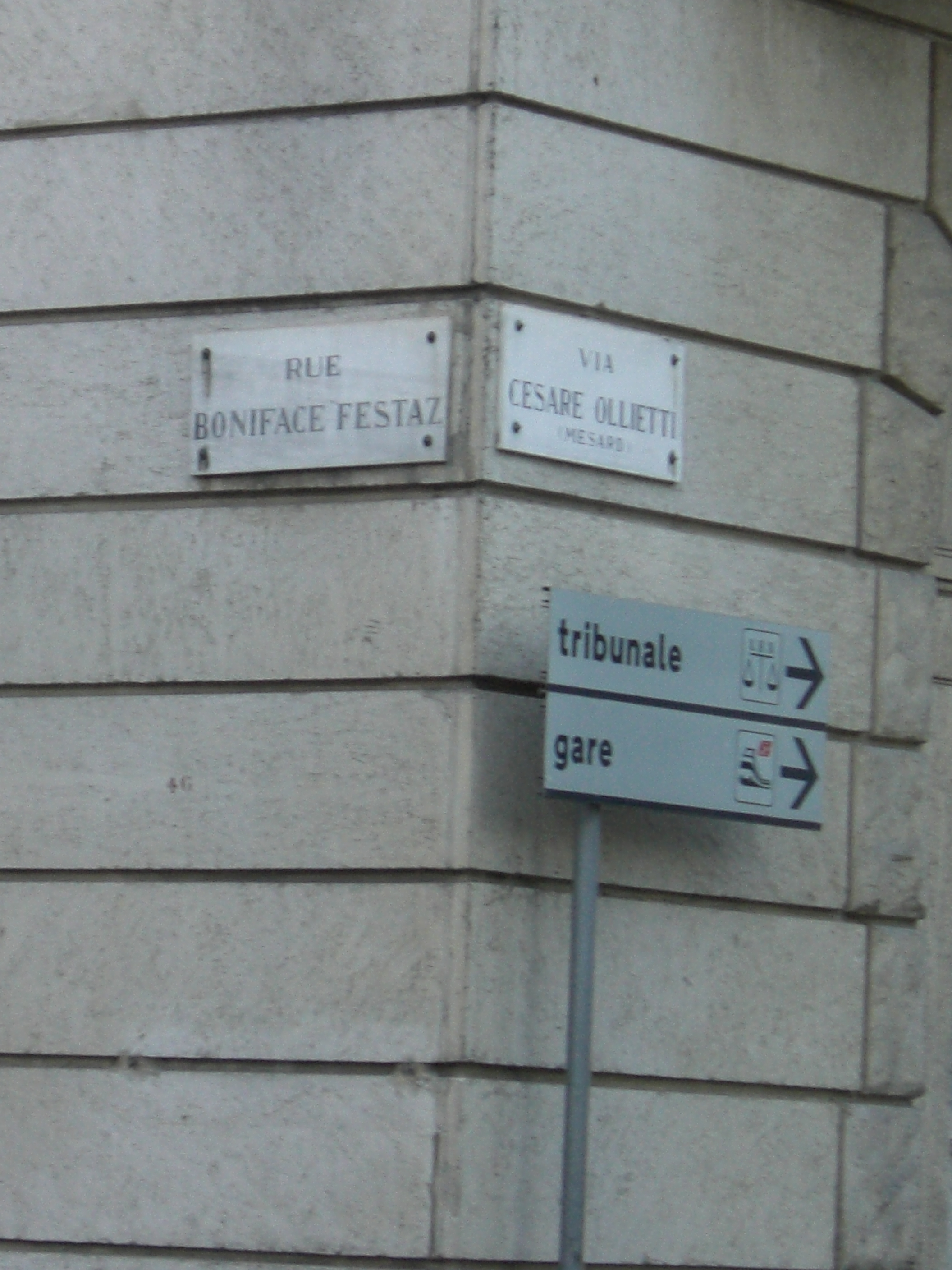
Kétnyelvű utcatáblák

Valle d’Aosta nyelvei a francia, a franko-provenszál, az olasz, és déli területein a piemonti. Issime, Gressoney-La-Trinité és Gressoney-Saint-Jean településeken a walser dialektust beszélik. A francia 1561 és 1861-ig egyedüli hivatalos nyelv volt, amit 1861-ben felváltott az olasz. 1946 óta mindkét nyelv hivatalos Valle d’Aostában. 1921-ben még a lakosság 91%-a beszélte a franciát vagy a franko-provenszált, ma már háttérbe szorulnak az olasz mellett, amelynek oka elsősorban az Olaszország más részeiből a fasizmus alatt érkező migráció. A fasizmus idején a francia nyelv használata tilos volt, és erőteljes italianizáció zajlott. A frankofon lakosok nagy része Franciaországba és Svájcba vándorolt. 1948. február 26-án Valle d’Aosta autonóm régió státuszt kapott, ami elismerte a francia-olasz kétnyelvűséget is.

## Közlekedés
Torinóból indul és Valle d’Aostán át halad az A5 autópálya, amely Franciaországba vezet. Több híres alagúton is átmegy: a Szent Bernát-alagúton és a Mont Blanc-alagúton is.

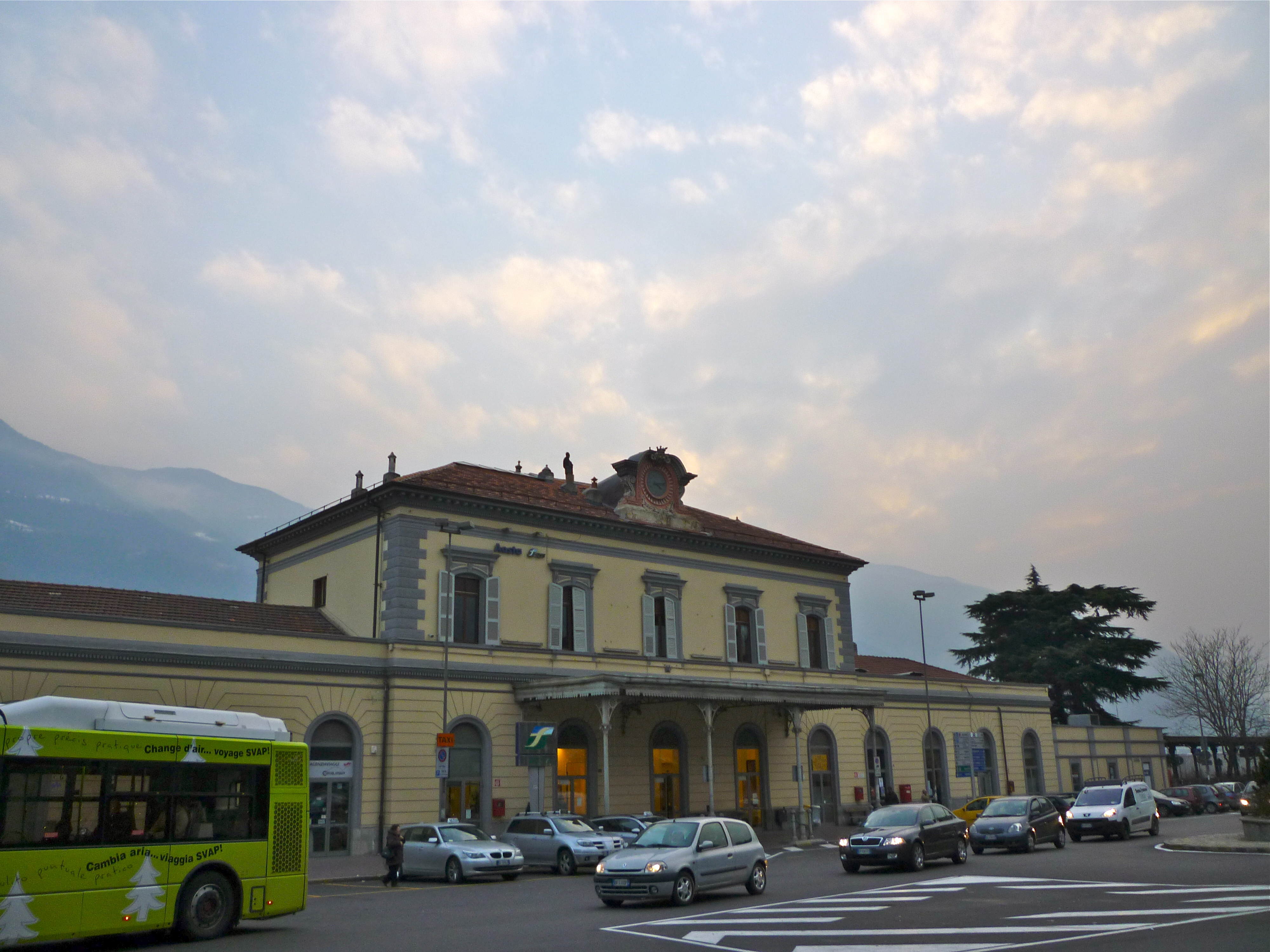
Aosta állomása

Valle d’Aostán két vasútvonal található, ezek teljes hossza 161 km. A legfontosabb vonal a 129 km hosszú Aosta – Ivrea – Chivasso – Torino vonal, míg az Aosta – Pré-Saint-Didier vonal 32 km.
A régió egyetlen repülőtere a Corrado Gex regionális repülőtér, amely Saint-Chrisophe területén épült, 2 km-re Aostától. Elsősorban a sportrepülést, valamint az alpesi légimentőket szolgálja ki.

## Valle d’Aosta várai

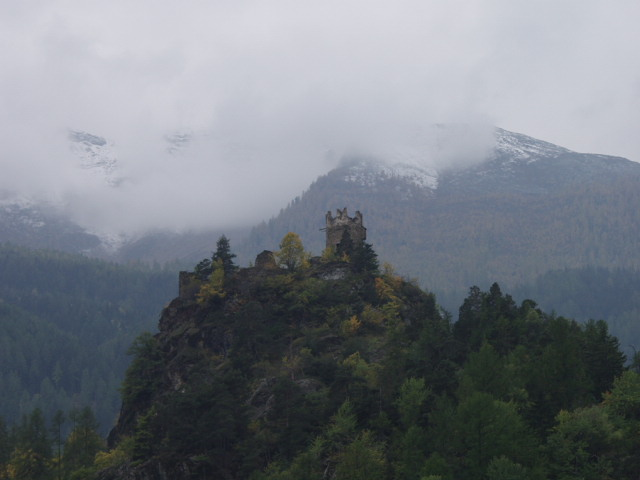
Montmayeur vára

Valle d’Aosta jellegzetessége a csaknem száz középkori vár, elszórva a régió területén. A középkorban a hegyek nem jelentettek elegendő védelmet a területen létrejött számos kisebb királyságnak, ezért azok uralkodói építkezésekbe kezdtek, hogy gyenge hatalmukat megerősítsék. Gyakorlatilag valamennyi településnek volt saját vára.
A várak közül nagyjából hetven maradt meg valamilyen formában a mai napig. A régió legismertebb vára Fénisben található, 12 km-re Aostától. Ennek belseje is jó állapotban maradt ránk, gyönyörű falfestményeivel.
Kezdetben a várak szigorúan védelmi célokat szolgáltak, majd fő céljuk az lett, hogy tulajdonosuk gazdagságát bizonyítsák. Ennek tipikus példája a már említett Fénis, valamint Issogne vára. Ez utóbbiban is jól kidolgozott freskókat, szökőkutakat és loggiákat találhatunk.
Az is előfordult, hogy a tulajdonosok a védelmi célok mellett bortermelésre is használták kastélyaikat, illetve az azokhoz tartozó földterületet, így Valle d’Aostában találhatók Európa legmagasabban fekvő szőlői.

## Gasztronómia
A Valle d’Aosta-i konyha – egyedüliként az olasz régiók konyhái közül – nélkülözi a tésztát, és nagyon kevés olajat használ, azt elsősorban vajjal helyettesíti. Legismertebb étele a fonduta, egy sajtfondü, amelybe kenyérdarabokat mártogatnak.

## Legnépesebb települések
|    | Kép | Város             | Lakosság (fő) | Tengerszint feletti magasság (m) | Terület (km²) |
| -- | --- | ----------------- | ------------- | -------------------------------- | ------------- |
| 1. |     | Aosta             | 35 010        | 583                              | 21,37         |
| 2. |     | Saint-Vincent     | 4846          | 575                              | 20,81         |
| 3. |     | Châtillon         | 4831          | 549                              | 39,77         |
| 4. |     | Sarre             | 4622          | 631                              | 28            |
| 5. |     | Pont-Saint-Martin | 3945          | 345                              | 6,88          |
| 6. |     | Quart             | 3456          | 535                              | 62            |
| 7. |     | Gressan           | 3288          | 626                              | 25            |

## Települései
| - Allein - Antey-Saint-André - Aosta - Arnad - Arvier - Avise - Ayas - Aymavilles - Bard - Bionaz - Brissogne - Brusson - Challand-Saint-Anselme - Challand-Saint-Victor - Chambave - Chamois - Champdepraz - Champorcher - Charvensod - Châtillon - Cogne - Courmayeur - Donnas - Doues - Emarèse | - Etroubles - Fontainemore - Fénis - Gaby - Gignod - Gressan - Gressoney-La-Trinité - Gressoney-Saint-Jean - Hône - Introd - Issime - Issogne - Jovençan - La Magdeleine - La Salle - La Thuile - Lillianes - Montjovet - Morgex - Nus - Ollomont - Oyace - Perloz - Pollein - Pont-Saint-Martin | - Pontboset - Pontey - Pré-Saint-Didier - Quart - Rhêmes-Notre-Dame - Rhêmes-Saint-Georges - Roisan - Saint-Christophe - Saint-Denis - Saint-Marcel - Saint-Nicolas - Saint-Oyen - Saint-Pierre - Saint-Rhémy-en-Bosses - Saint-Vincent - Sarre - Torgnon - Valgrisenche - Valpelline - Valsavarenche - Valtournenche - Verrayes - Verrès - Villeneuve |